# Білани (зупинний пункт)
Білани́ — пасажирський залізничний зупинний пункт Полтавської дирекції Південної залізниці на електрифікованій лінії змінним струмом (~25 кВ) Полтава-Південна — Кременчук між станціями Потоки (4 км) та Галещина (7 км). Розташований поблизу села Базалуки Горішньоплавнівської міської громади Кременчуцького району Полтавської області. Поруч із зупинним пунктом знаходиться Біланівський гірничо-збагачувальний комбінат.

## Пасажирське сполучення
На зупинному пункті зупиняються приміські поїзди напрямку Полтава-Південна — Кременчук.